# 奧沙利文峰
奧沙利文峰（英語：O'Sullivan Peak），是南極洲的山峰，位於帕爾默地，處於奧多姆灣北部以西20公里，海拔高度1,765米，在1940年由美國研究隊拍攝空中照片，現時由南極條約體系管理。